# Ischnotelson guanambiensis
Espèce
Synonymes
- Rhopalurus guanambiensis Lenarducci, Pinto-da-Rocha & Lucas, 2005

Ischnotelson guanambiensis est une espèce de scorpions de la famille des Buthidae.

## Distribution
Cette espèce est endémique de Bahia au Brésil. Elle se rencontre vers Guanambi.

## Description
Le mâle holotype mesure 44,0 mm et la femelle paratype 38,6 mm.

## Systématique et taxinomie
Cette espèce a été décrite sous le protonyme Rhopalurus guanambiensis par Lenarducci, Pinto-da-Rocha et Lucas en 2005. Elle est placée dans le genre Ischnotelson par Esposito, Yamaguti, Souza, Pinto-da-Rocha et Prendini en 2017.

## Étymologie
Son nom d'espèce, composé de guanambi et du suffixe latin -ensis, « qui vit dans, qui habite », lui a été donné en référence au lieu de sa découverte, Guanambi.

## Publication originale
- Lenarducci, Pinto-da-Rocha & Lucas, 2005 : « Descrição de uma nova espécie de Rhopalurus thorell, 1876 (scorpiones: Buthidae) do nordeste brasileiro. » Biota Neotropica, vol. 5, no 1, p. 1-8 (texte intégral).